# Mary Perkins, On Stage

Mary Perkins, sous-titrée On Stage (« sur scène ») est une série de bande dessinée sentimentale américaine de Leonard Starr diffusée sous forme de comic strip par Chicago Tribune Syndicate (en) du 10 février 1957 au 9 septembre 1979. 
Nommé On Stage durant ses quatre premières années de publications, c'est l'un des rares comic strips sentimentaux à avoir fait l'objet d'adaptation en comic book par Dell Comics en 1962.  
Sans être le premier « soap opera » photo-réaliste en bande dessinée, ni celui qui a été publié le plus longuement, Mary Perkins a marqué son lectorat par la qualité de ses personnages, de ses histoires et des dessins. La série a valu de nombreux prix à son auteur, dont la principale distinction du comic strip américain, le prix Reuben, en 1966.
Mary Perkins a été partiellement traduit dans les périodiques français Paris-Jour et Modes de Paris sous le titre Adorable Marie.

## Prix
- 1961 : Prix du comic strip à suivre de la National Cartoonists Society
- 1964 : Prix du comic strip à suivre de la NCS
- 1966 : Prix Reuben
- 1967 : Prix Alley du meilleur strip « s'intéressant à l'humain »
- 1968 : Prix Alley du meilleur strip « s'intéressant à l'humain »
- 1969 : Prix Alley du meilleur strip « s'intéressant à l'humain »